# Menachem Usyszkin

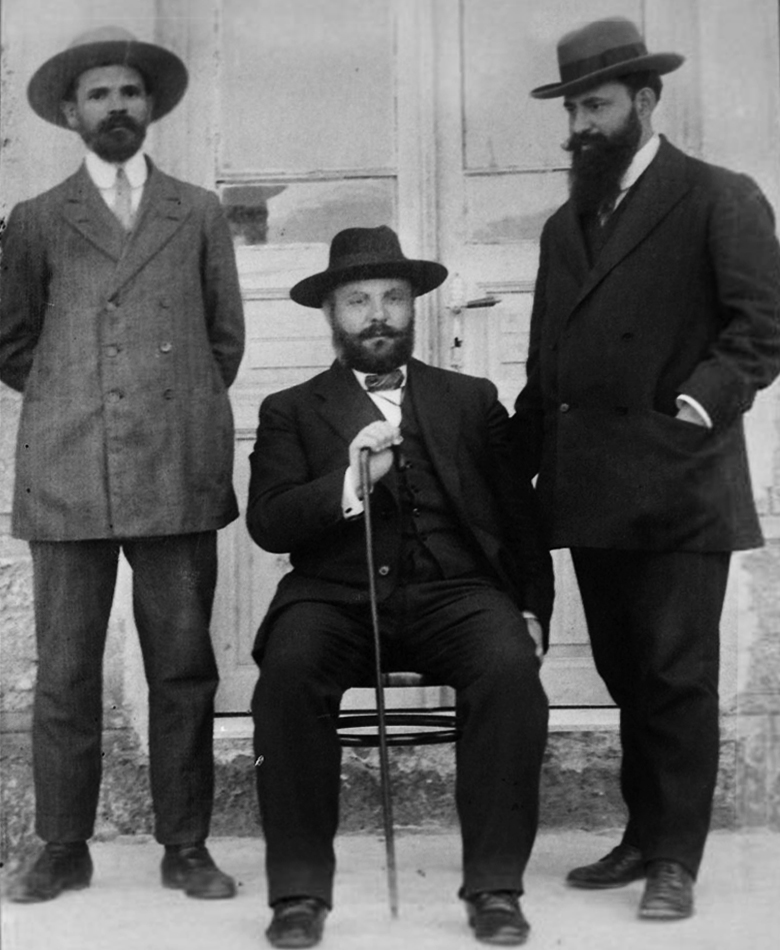
Od lewej strony: Menachem Usyszkin, Ben-Zion Mossinson i Chaim Bograszow (1904)

Abraham Menachem Mendel Usyszkin (Ussiszkin) (ur. 14 sierpnia 1863 w Dubrownej, zm. 2 października 1941 w Jerozolimie) – rosyjski inżynier i nauczyciel pochodzenia żydowskiego, przywódca ruchu syjonistycznego. W latach 1923–1941 kierował Żydowskim Funduszem Narodowym.

## Życiorys

### Dzieciństwo i młodość
Usyszkin urodził się w 1863 roku w miejscowości Dubrowna (Imperium Rosyjskie, obecnie terytorium Białorusi), w rodzinie żydowskiej. W 1871 roku rodzina przeprowadziła się do Moskwy. Młody Menachem był entuzjastycznym czytelnikiem współczesnych pisarzy żydowskich i już od 1878 roku zaangażował się w działalność na rzecz odrodzenia języka hebrajskiego. Był aktywnym działaczem wczesnego ruchu syjonistycznego; został członkiem organizacji Bilu i Chowewej Syjon. W 1882 roku rozpoczął studia inżynieryjne na Uniwersytecie Moskiewskim, tytuł zawodowy inżyniera uzyskał w 1889 r. Podczas studiów założył żydowskie stowarzyszenie studenckie.

### Działalność syjonistyczna
Usyszkin był gorącym zwolennikiem rozwoju osadnictwa żydowskiego w Palestynie. Gdy w sierpniu 1884 roku powstało w Moskwie stowarzyszenie Benei Syjon, Usyszkin został wybrany do komitetu społecznego. Rok później został sekretarzem wszystkich grup Chowewej Syjon w Moskwie. Od 1887 roku publikował swoje artykuły w gazecie hebrajskiej Ha-Meliẓ. W 1887 roku uczestniczył w konferencji syjonistycznej w Druskienikach. Został wybrany jej sekretarzem. Doszło wówczas do sporu między frakcją popierającą ortodoksyjnego rabina Samuela Mohylewera a liberalną frakcją Leona Pinskera. Usyszkin zdołał załagodzić spór i doprowadził do pojednania. Przedstawione wtedy przez niego poglądy były pierwszą oznaką jego pragmatyzmu syjonistycznego. Od 1889 roku współpracował z Aszerem Ginsbergiem, zostając członkiem założonego przez niego elitarnego tajnego stowarzyszenia Bnei Mosze. Propagowało ono przekształcenie Chowewej Syjon w ruch na rzecz odrodzenia kultury i języka hebrajskiego. Stowarzyszenie to było aktywne przez osiem lat i osiągnęło liczne sukcesy. W 1890 roku uczestniczył w spotkaniu założycielskim Komitetu Odessy ruchu Chowewej Syjon.
W 1891 roku po raz pierwszy odwiedził Palestynę, będącą wówczas pod panowaniem Imperium Osmańskiego. Swoje wrażenia z podróży opisał w broszurze wydanej w języku rosyjskim i hebrajskim. Po powrocie zamieszkał w Jekatierinosławiu na Ukrainie, gdzie mieszkał do 1906 roku. Był aktywny w zbieraniu funduszy na działalność syjonistyczną, a także w lokalnej pracy wychowawczej dla żydowskiej młodzieży. Zmodernizował cheder i założył hebrajską bibliotekę, był członkiem zarządu wydawnictwa Ahi Asaf. W 1896 roku przedrukowało ono słynny artykuł Theodora Herzla zatytułowany „Państwo żydowskie” (niem. Der Judenstaat). Krótko potem spotkał się z Herzlem w Wiedniu i z Maxem Nordau w Paryżu. Spotkania te i rozmowy wywarły głębokie wrażenie na Usyszkinie, pomimo zgłaszanych przez niego zastrzeżeń dotyczących rozwoju wyłącznie politycznej koncepcji syjonizmu. Usyszkin był zwolennikiem praktycznego podejścia, z silnym naciskiem na działalność kolonizacyjną Palestyny i potrzebę rozwoju kultury hebrajskiej. W 1897 roku został wybrany sekretarzem Pierwszego Kongresu Syjonistycznego w Bazylei. Podczas dyskusji nad sformułowaniem programu i celu ruchu syjonistycznego, wyraził obawę, że wyraźne określenie tych celów może negatywnie nastawić władze tureckie do istniejącej już społeczności żydowskiej w Palestynie. Zgłaszane sprzeciwy wykluczyły go wówczas z grupy liderów ruchu, jednak już rok później, na Drugim Kongresie Syjonistycznym, został wybrany na członka Komitetu Wykonawczego Światowej Organizacji Syjonistycznej. Gdy w 1899 roku dokonano podziału terytorium Imperium Rosyjskiego dla celów działalności syjonistycznej, Usyszkin objął przywództwo w dzielnicy Jekatierinosławia (obejmowała południową część Rosji i Kaukaz). Pod jego kierownictwem dzielnica stała się jednym z najbardziej aktywnych regionów w rosyjskim ruchu syjonistycznym, zarówno w sferze aktywności kulturowej jak i praktycznych działań. W 1901 roku, na Piątym Kongresie Syjonistycznym, zaproponował utworzenie Żydowskiego Funduszu Narodowego (ang. The Jewish National Fund), który rozpoczął gromadzenie środków finansowych potrzebnych na wykup ziemi w Palestynie. Żydowski Trust Kolonialny pełnił rolę banku Światowej Organizacji Syjonistycznej, przeznaczając zgromadzone środki na konkretne cele. Pod koniec 1901 roku dysponowano niebagatelną na owe czasy sumą 250 tys. £. Po powrocie z kongresu, Usyszkin zwołał konferencję syjonistyczną na Kaukazie, rozszerzając swoją działalność na tym obszarze. W tym samym roku był członkiem delegacji, która spotkała się z baronem Edmondem de Rothschild, protestując przeciwko metodom działania jego przedstawicieli w Ziemi Izraela. Rothschild odrzucił żądania delegacji, wdając się w spór z Aszerem Ginsbergiem. Usyszkin uratował sytuację, łagodząc całą sytuację. W 1902 roku podczas konferencji syjonistycznej w Mińsku wygłosił historyczne przemówienie, które wywarło ogromny wpływ na dalszy rozwój ruchu syjonistycznego. Wezwał żydowską młodzież do przyłączenia się do pionierskiej pracy kolonizacyjnej w Ziemi Izraela.
Gdy w 1903 roku doszło do pogromu w Kiszyniowie, Usyszkin odwiedził ten rejon i był głęboko wstrząśnięty tym co zobaczył. Zrozumiał powagę zagrożenia za strony antysemityzmu. Od tej pory coraz bardziej gorliwie nalegał na rozwój alii do Palestyny, gdzie miał rozwijać się zarodek przyszłego państwa żydowskiego. Od lipca do września 1903 roku po raz drugi przebywał w Palestynie. W tym samym roku, podczas Szóstego Kongresu Syjonistycznego, doszło do poważnego wewnętrznego kryzysu w ruchu syjonistycznym. Herzl przedstawił wówczas brytyjską propozycję osiedlenia żydowskich kolonizatorów w Ugandzie. Z punktu widzenia kwestii żydowskiej sytuacja wymagała poszukiwania pilnego rozwiązania, gdyż w carskiej Rosji nasilały się pogromy i należało znaleźć miejsce ucieczki dla tysięcy rosyjskich Żydów. Herzl podkreślał przy tym, że plan ugandyjski ma charakter tymczasowego rozwiązania, a końcowym celem syjonizmu nadal pozostaje Palestyna. Usyszkin zdecydowanie przeciwstawił się planowi ugandyjskiemu, stając się jednym z przywódców opozycji do Herzla. Był inicjatorem zwołania konferencji w Charkowie (1903 r.), na której zażądano od Herzla porzucenia planu. Na początku 1905 roku Usyszkin zwołał podobną konferencję w Wilnie. W okresie tym opublikował program, który stał się fundamentem „syntetycznego syjonizmu”. Było to pięć punktów, które należało systematycznie rozwijać: (1) działania polityczne, (2) nabywanie gruntów, (3) alija, (4) tworzenie nowych kolonii rolniczych i (5) organizowanie pracy i edukacji dla osadników. Podejście to później zdominowało ruch syjonistyczny. W lipcu 1905 roku Usyszkin walnie wpłynął na Siódmy Kongres Syjonistyczny, który odrzucił plan ugandyjski, koncentrując działalność na żydowskim osadnictwie w Ziemi Izraela.
Po powrocie do Rosji został zaskoczony dużymi przemianami społecznymi, które zaistniały po rewolucji w 1905 roku. Przeciwstawił się fali asymilacji narodowej i kulturowej, które powodowały utratę żydowskiej tożsamości narodowej. Starał się wspierać ruch syjonistyczny, a w szczególności język hebrajski. W 1906 roku został wybrany przewodniczącym Komitetu Odessy. Wspierał założenie osiedli Be’er Ja’akow (powstało w 1907 r.) i Ein Ganim (powstało w 1908 roku i potem upadło). Podczas rewolucji młodoturków w 1908 roku, udał się do Konstantynopola, promując sprawę syjonizmu przed tureckimi władzami. W 1913 roku po raz trzeci odwiedził Palestynę. Działał na rzecz utworzenia Uniwersytetu Hebrajskiego. Podczas I wojny światowej w lutym 1915 roku potajemnie wyjechał z Rosji by wziąć udział w konferencji syjonistycznej w Kopenhadze. Po powrocie do Odessy został poinformowany, że władze planują jego aresztowanie i wydalenie z Rosji. Uciekł wówczas do Moskwy, gdzie pozostał do wybuchu Rewolucji październikowej w 1917 roku. Po ogłoszeniu przez Brytyjczyków deklaracji Balfoura, zorganizował masową demonstrację w Odessie. Wzięło w niej udział 200 tys. osób. Następnie, na zaproszenie Chaima Weizmana i Nachuma Sokołowa dołączył do żydowskiej delegacji na konferencji pokojowej w Paryżu. W dniu 29 lutego 1919 roku miał przywilej przemówienia do uczestników konferencji. Przemawiał w języku hebrajskim.

### W Palestynie
W listopadzie 1919 roku Usyszkin wyemigrował do Brytyjskiego Mandatu Palestyny. Zaangażował się w tworzenie sieci szkół hebrajskich oraz uczestniczył w budowie kibucu Kirjat Anawim. Na wiosnę 1921 roku wyjechał do Stanów Zjednoczonych by spotkać się z Albertem Einsteinem. Celem wyjazdu było pozyskanie funduszy na dalszą działalność kolonizacyjną w Palestynie. W sierpniu 1923 roku na Trzynastym Kongresie Syjonistycznym został wybrany przewodniczącym Komitetu Wykonawczego Światowej Organizacji Syjonistycznej. Zrezygnował jednak z tego stanowiska, aby w latach 1923–1941 pełnić obowiązki prezydenta Żydowskiego Funduszu Narodowego. W następnych latach całkowicie poświęcił się pozyskiwaniu funduszy na pozyskiwanie nowych gruntów w Palestynie. W tym celu w 1924 roku odbył podróż do Europy i w 1927 roku do Kanady. W międzyczasie pełnił liczne obowiązki w Mandacie Palestyny. W latach 1925–1941 był członkiem Rady Narodowej. Odegrał ważną rolę w procesie utworzenia Uniwersytetu Hebrajskiego w Jerozolimie. Został wybrany zarówno do Rady Powierniczej, jak i Komitetu Wykonawczego uniwersytetu. Gdy w 1936 roku wybuchło arabskie powstanie, zaproponował Królewskiej Komisji Palestyny podział kraju na część żydowską i arabską. W 1939 roku uczestniczył w Londynie w konferencji arabskich i żydowskich przywódców. Rozmowy zakończyły się 27 marca bez osiągnięcia porozumienia. W konsekwencji brytyjski rząd opublikował 17 maja 1939 białą księgę, którą ograniczył wielkość żydowskiej imigracji i zakazał Żydom zakupu gruntów na większości obszaru kraju.
Usyszkin zmarł 2 października 1941 roku w Jerozolimie. Został pochowany w ogrodzie botanicznym Uniwersytetu Hebrajskiego na Górze Skopus w Jerozolimie.